# KVV Lyra
Der Koninklijke Voetbal Vereniging Lyra, häufig abgekürzt mit KVV Lyra oder K Lyra, war ein belgischer Fußballverein aus der flandrischen Stadt Lier. Die Mannschaft spielte zwölf Spielzeiten erst- und 28 Spielzeiten zweitklassig.

## Geschichte

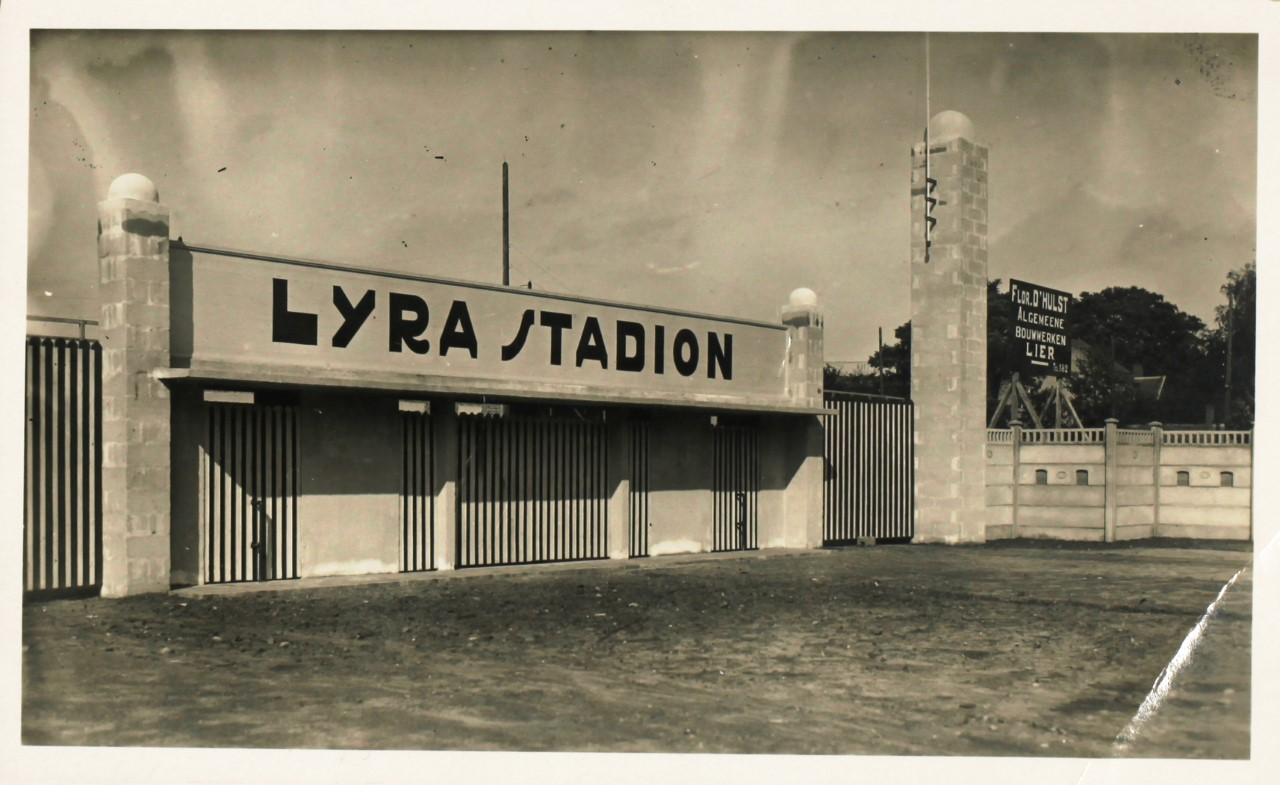
Lyra-Stadion (1920)

Der Verein gründete sich 1909 unter dem Namen Turn en sport Vereniging Lyra und trat im folgenden Jahr dem belgischen Fußballverband bei. Schnell etablierte sich die Mannschaft im regulären Spielbetrieb und spielte ab 1913 zweitklassig, in der Spielzeit 1913/14 entging sie aber erst in der Relegation durch einen 1:0-Erfolg über Excelsior FC Hasselt dem direkten Wiederabstieg. In der Folge wurde der Klub zu einer festen Größe in der zweiten Liga, in den Spielzeiten 1927/28 und Spielzeiten 1928/29 verpasste er als jeweiliger Tabellendritter nur knapp den Erstligaaufstieg.
Als Meister der Spielzeit 1931/32 stieg der TSV Lyra in die Division d’Honneur auf und belegte in den Anfangsjahren einen sechsten bzw. siebten Tabellenplatz. Seit 1934 darf er als Societé Royale das königliche Prädikat tragen, daraufhin änderte der Klub seinen Namen in Koninklijke Maatschappij Lyra. Im folgenden Jahr erreichte die Mannschaft das Endspiel um den belgischen Pokal, dieses ging jedoch gegen den Daring Club de Bruxelles mit 2:3 verloren. Nach nur sechs Saisonsiegen stieg die Mannschaft am Ende der Spielzeit 1937/38 in die Zweitklassigkeit ab. Nachdem aufgrund des Ausbruchs des Zweiten Weltkriegs der Spielbetrieb 1939 zum Erliegen gekommen war, trat der Klub ab 1940 unter dem Namen K Lyra unter anderem bei der inoffiziellen Meisterschaft 1940/41 an. Nach dem Wiederaufstieg 1943 verpasste die Mannschaft in der Spielzeit 1943/44 den Klassenerhalt. Bei Wiederaufnahme des Spielbetriebs 1945 wurde dem Klub angeboten, dennoch wieder in der Division d’Honneur zu spielen, der Klub verzichtete jedoch und trat weiterhin in der zweiten Liga an. Hier gewann die Mannschaft vor dem KRC Mechelen ihre Staffel und stieg somit wieder in die Erstklassigkeit auf, aus der der Verein nach vier Spielzeiten wieder abstieg. 1953 gelang noch einmal der erneute Aufstieg, die Spielzeit 1953/54 beendete der Aufsteiger allerdings auf dem letzten Tabellenplatz.
1961 stieg KVV Lyra in die Drittklassigkeit ab, als Vizemeister hinter dem Sint-Niklase SKE verpasste die Mannschaft in der Spielzeit 1963/64 nochmals knapp die Rückkehr in die zweithöchste Spielklasse. 1971 spaltete sich die Fußballmannschaft als KVV Lyra vom restlichen Verein ab, nach dem Abstieg in die Viertklassigkeit am Ende der folgenden Spielzeit fusionierte diese mit dem Lierse SK zum Lierse SV, der 1982 sich in Lierse SK rückumbenannte. Von Gegnern der Fusion wurde im Mai 1972 der Lyra Turn- en Sportvereniging gegründet, der mit dem Lyra-Stadion die Spielstätte des KVV weiterhin nutzt und ab 2000 zeitweise drittklassig spielte.